# آرا آلویان
آرا آلویان (ارمنی: Արա Ալոյան؛ زادهٔ ۱۹ اوت ۱۹۸۱) یک شاعر، نویسنده، موسیقیدان، pedagogue و روزنامه‌نگار اهل ارمنستان و عضو اتحادیه نویسندگان ارمنستان (استان گغارکونیک) است.

## زندگی‌نامه
آرا آلویان از مدرسه دولتی ادوارد پوقوسیان واردنیس (۱۹۸۸ تا ۱۹۹۸) فارغ‌التحصیل شد. وی همچنین در بین سال‌های ۱۹۹۰ تا ۱۹۹۵ در دپارتمان مجسمه‌سازی و طراحی مدرسه هنری وارنیس، در دپارتمان دودوک مدرسه موسیقی وارنیس (۱۹۹۱ تا ۱۹۹۶) در نهایت در بین سال‌های ۱۹۹۸ تا ۲۰۰۰ در کنسرواتوار دولتی کومیتاس ایروان (۱۹۹۸–۲۰۰۳) تحصیل نمود و فارغ‌التحصیل شد.
از سال ۲۰۰۷ وی به عنوان روزنامه‌نگار فعالیت می‌کند. وی از سال ۲۰۱۴ به عنوان خبرنگار، فیلمنامه‌نویس و ویرایستار با شبکه‌های تلویزیونی همچون "Yerkir Media", "Hay TV", "TV 5", "Armenia", "Atv" همکاری نموده است. وی همچنین 
اشعار وی در لبنان، صربستان، آبخاز، روسیه، ایران و چندین کشور دیگر ترجمه و به چاپ رسیده‌است. وی چهار جلد کتاب شعر روایتی به چاپ رسانیده‌است.
- BEFORE I BECAME A LIGHT (2003)
- DON’T BECOME ILLUMINATED (2014)
- FOOTPRINTS WITH WATERCOLOR (2015)
- SYMPHONY OF SORROW AND RESURRECTION (2015)[۵]

## جوایز
- جایزه ادبی روبن سواگ (۱۹۹۷)